# Сливовик
Сли́вовик (болг. Сливовик) — село в Монтанській області Болгарії. Входить до складу общини Медковець.

## Населення
За даними перепису населення 2011 року у селі проживали 420 осіб.
Національний склад населення села:
| Національність   | Кількість осіб | Відсоток |
| ---------------- | -------------- | -------- |
| болгари          | 339            | 81,5%    |
| цигани           | 73             | 17,5%    |
| Всього відповіли | 416            |          |

Розподіл населення за віком у 2011 році:
Динаміка населення: